# Solanum chrysotrichum
Solanum chrysotrichum är en potatisväxtart som beskrevs av Diederich Franz Leonhard von Schlechtendal. Solanum chrysotrichum ingår i släktet skattor som ingår i familjen potatisväxter. Inga underarter finns listade i Catalogue of Life.